# Рој Сити (Тексас)
Рој Сити (енгл. Royse City) град је у америчкој савезној држави Тексас. По попису становништва из 2010. у њему је живело 9.349 становника.

## Демографија
Према попису становништва из 2010. у граду је живело 9.349 становника, што је 6.392 (216,2%) становника више него 2000. године.
| Група             | 2000.         | 2010.         |
| Белци             | 2.037 (68,9%) | 6.512 (69,7%) |
| Афроамериканци    | 222 (7,5%)    | 780 (8,3%)    |
| Азијати           | 16 (0,5%)     | 105 (1,1%)    |
| Хиспаноамериканци | 620 (21,0%)   | 1.753 (18,8%) |
| Укупно            | 2.957         | 9.349         |